# 小山清人
小山 清人（こやま きよひと、1949年 - ）は、日本の工学者。専門は高分子レオロジー工学、超音波工学。学位は東京工業大学博士（工学）。山形大学学長、プラスチック成形加工学会会長、日本レオロジー学会会長等を歴任した。

## 人物
和歌山県西牟婁郡すさみ町生まれ。
和歌山県立田辺高等学校を経て、山形大学工学部繊維工業科に進み、1974年3月同大学院修士課程修了。1982年12月東京工業大学より工学博士の学位を取得。
1974年4月山形大学工学部助手、1987年4月助教授、1992年4月教授、2002年高分子学会夏期大会運営委員、2002年 - 2003年繊維学会理事、2004年4月-2007年8月31日工学部長・理工学研究科長、2006年 - 2008年プラスチック成形加工学会会長、2007年 - 2009年日本レオロジー学会会長、2007年 - 2008年日本材料学会第56期編集委員会査読委員、2007年9月 - 2014年3月理事・副学長など歴任し、2014年4月1日より学長。